# Buritizeiro
Buritizeiro là một đô thị thuộc bang Minas Gerais, Brasil. Đô thị này có diện tích 7225,595 km², dân số năm 2007 là 26133 người, mật độ 3,7 người/km².